# El obligao
El obligao es el primer álbum de estudio de la banda chilena Dúo Coirón, lanzado en 1970 por el sello discográfico EMI Odeon.
En la portada de la carátula aparece una guitarra acústica junto al fuego de una pira, y bajo el título del álbum, el subtítulo «...trabajador de la tierra». La contraportada incluye una fotografía de Valericio Leppe y Pedro Yáñez tomada al aire libre por el director artístico del sello, Rubén Nouzeilles, quien además escribe allí una reseña del dúo. Todos los temas del Lado A vienen reseñadas como canciones, salvo «José Ramírez Rosales» que es una tonada. En el Lado B, por el contrario, todos los temas son tonadas salvo el último, «El trovador», reseñado como canción.

## Lista de canciones
Toda la música compuesta por Valericio Leppe. 
| Lado A |                        |          |  |
| N.º    | Título                 | Duración |  |
| 1.     | «Lluvia de Julio»      |          |  |
| 2.     | «El obligao»           |          |  |
| 3.     | «Los arrieros»         |          |  |
| 4.     | «Repechando»           |          |  |
| 5.     | «José Ramírez Rosales» |          |  |
| 6.     | «Boca amarga»          |          |  |

Toda la música perteneciente al folclore popular, salvo 3. por Valericio Leppe.

| Lado A |                       |          |  |
| N.º    | Título                | Duración |  |
| 7.     | «Blanco y azul»       |          |  |
| 8.     | «El hortelano»        |          |  |
| 9.     | «Mal pagado»          |          |  |
| 10.    | «Destinado a padecer» |          |  |
| 11.    | «El resentido»        |          |  |
| 12.    | «El trovador»         |          |  |

## Créditos
Integrantes
- Valericio Leppe
- Pedro Yáñez